# Faux Coupable (album)
Pour les articles homonymes, voir Faux Coupable.
Albums de Jean-Pierre Mader
Microclimats
(1985)
Singles
1. Faux Coupable
Sortie : 1982

Faux Coupable est le premier album studio de Jean-Pierre Mader, paru en 1982 chez Philips et Phonogram.

## Historique
Après un single solo (Les Bandes Dessinées, 1978, paru chez Barclay), Mader a vingt-sept ans lorsqu'il enregistre son premier album, qui marque le début de sa collaboration avec l'auteur-compositeur et producteur Richard Seff,.
Faux Coupable sort en 1982. Seul le nom de famille du chanteur, « Mader », apparaît sur la pochette. Le chanson-titre fut extrait de l'album en tant que single.
L'album ne rencontre pas le succès escompté, mais permet à Jean-Pierre Mader de se faire connaître. Il rencontre le succès avec la sortie du single Disparue en 1984, qui figurera sur son album suivant Microclimats,. À la suite du succès commercial de Microclimats et de ses singles, l'album  Faux Coupable est réédité au cours de l'année 1985.

## Liste des chansons
Toutes les chansons sont écrites et composées par Jean-Pierre Mader et Richard Seff, sauf indication contraire.
| 1. | Faux coupable  | 4:24 |
| 2. | Tchang         | 3:13 |
| 3. | Noctambule     | 2:37 |
| 4. | Schizo-musique | 3:40 |

| 5. | Champion             | Seff                  | 3:44 |
| 6. | Les Petites Annonces | Mader, Patrick Doublé | 3:45 |
| 7. | Tueur d'idoles       |                       | 3:06 |
| 8. | Herbophile           | Mader, Seff, Doublé   | 2:44 |
| 9. | Organigramme         |                       | 2:19 |